# ガリガリガリクソン
ガリガリガリクソン（1986年2月19日 - ）は、日本のお笑いタレント、株式投資家。本名、坂本 祐介（さかもと ゆうすけ）。
兵庫県伊丹市出身。吉本興業（東京本社）所属。

## 人物
- 関西大学第一中学校・高等学校、放送芸術学院卒業。身長176cm、体重94kg。既婚。

- トリオでの活動もあり、山下敏感まなぶと西尾公志（浅田マオー）と共に、「馬田童亭マモル」の芸名で「宮沢ボーボーりえ」を結成（一時期脱退していたが、2009年10月、『M-1グランプリ』参加の為に再加入[3]）。
- 趣味は宝石の採掘。鉱脈を見るのが得意[4]。一粒2〜3万円はする石を50個程持っており、売る気は無いが楽屋でよく配るという。「大阪石友会」の会員。普段から昆虫を採って食べることがあり[5]。『ジャイケルマクソン』（毎日放送）の「大阪一うけたくない授業」で、鉱物採集の際に弁当を持っていく手間を省くために山に生息しているコオロギ、バッタ、チョウを捕獲し熱処理を施した後から揚げにし食べる[6]、アリをご飯のふりかけにして食するなどをVTRにて披露した[7]。
- 働くのが嫌で心霊写真を撮って出版社に売ろうと色々な心霊スポットへ撮影に行っていたところ、有名な占い師に「霊に取り付かれている。アンタは悪霊の万博や!!」と言われた。その後特に御祓い等はしておらず、かなりの心霊体験を持ち合わせている[8]。
- 色々なアルバイトをしており、うどん屋、お化け屋敷のお化け役、ラーメン屋の店長（2店舗）、ペッパーランチなどを経験した。しかしお化け屋敷もラーメン屋も潰れてしまったため、本人は「自分は負のオーラが出ている」と言っている。その後は、日雇いで茹でたタコを乾いたタオルで拭く仕事などをしていた。なお、ラーメン屋の店長時代（18歳頃）の月給は50万円ほどあったという[9]。
- 自称「吉本を代表する広島カープファン」で、年に数回はマツダスタジアムまで足を運ぶ[10]。
- 大の奥田民生ファン[11]。2009年頃から奥田との親交もあり、2014年7月8日のユニコーン全国ツアー大阪公演などで奥田の所属するバンド、ユニコーンとの共演が実現[12]。他にもミュージシャンとの交友も深く、ファンキー末吉（元爆風スランプ）、大槻ケンヂ、BEAT CRUSADERS、ミドリカワ書房などと交友がある[13][11]。
- 吉本ブサイクランキングでは2009年に4位、2012年に2位にランクインした[14]。
- 2014年、ロックバンド・SPYAIRのボーカルIKEの引退発言「SPYAIRを辞めます!」を下ネタで真似してツイートし、SPYAIRファンから批判を受け、謝罪した[15]。
- 嫌いな芸人は、ブログ関連で揉めたことがきっかけとなったエハラマサヒロ（エハラもガリクソンのことが大嫌い）[16]、ジャルジャル（一度、和解協議についたことがある）[17]。
- 2012年5月1日に自身がプロデュースしたラーメン店「麺屋坂本 トップをねらえ!」を千日前にオープンさせた[18]（2012年9月20日に「麺屋坂本 トップをねらえ! 2」にリニューアル）が、低賃金で従業員を雇用し続けた結果店舗が崩壊し、2013年3月10日に閉店した[19]。
- 2012年10月3日、MBSテレビ『プリプリ』で、プリマ旦那の二人と共に同年11月25日開催の第2回大阪マラソンへ、完走目指して挑戦する事を表明[20]。マラソン本番では6時間22分48秒のタイムで無事完走を果たしたものの、ゴール後は「もうイヤやあ〜、マラソンは一生に一度でいい」と涙ながらにコメントした[21]。
- 2016年2月14日に大阪・淀川河川公園で開催された「淀川寛平マラソン2016」のフルマラソンに出場。完走できなかった場合は芸名を1ヶ月限定で「細山 ホソ夫」（ほそやま ホソお）に改名することと頭を角刈りにすることを表明していたが、15キロでリタイヤし、間寛平により公開断髪形式で頭を角刈りにされた[22]。
- 2019年4月2日、元々122kgあった体重を75kgまで減量したことを報告。しかし、同年11月19日に94kgまでリバウンドしたことを自身のブログで告白した[23]。
- 本業のお笑いの傍ら、株式のデイトレードをしている。長年負け続けていたが、酒気帯び運転で逮捕された後、テレビで干されてしまい、お笑いの仕事が急減した。そのため本気で相場と向き合うようになった。2019年10月から元手36万円で、2020年現在は資産2000万円を突破している[24]。
- その株式の手法は値上がり率の大きい銘柄でストップ高を取りに行くという方法[25]。非常に危険であり素人が下手にマネすると大損しかねない。現に何回か大損しているが、年間で通してみると利益が出ている。元手100万円を5000万円にするデイトレードにチャレンジし、50営業日無敗で見事達成したこともある[26]。
- 2025年正月に東野幸治のYouTubeチャンネル「東野vs」に出演した際、資産が1億円を超えていると明かした[27]。
- 35歳の誕生日である2021年2月19日に30代の一般女性と10年の交際の末に、結婚[1]。

## 不祥事
2017年5月12日朝、大阪市中央区日本橋の堺筋路上にあるタクシー乗り場において、後輪がパンクした状態の車を駐車し眠っていた所、タクシー運転手の通報で駆けつけた大阪南署の警察官によって基準値を超えるアルコール分が検出され、酒気帯び運転が発覚。道路交通法違反で大阪府警に逮捕された。釈放後に無期限謹慎処分を受けた。2018年6月26日によしもと祇園花月にて舞台復帰。舞台後に行われた会見では「免許は返納し、再取得することは考えられない」と述べていた。2023年8月に免許を再取得している。

## 芸風
- テレビでの主なネタは、ニート漫談、裸の上半身に汗で物をくっつける、Windows 95、NSC生のモノマネ等がある。
- 営業での主なネタはヘソにマジックを入れて指定したお客さんの名前を両手で持った色紙に器用に動かして書く。
  - ニート漫談では、ニートであることを自慢しステレオタイプな痛いニートキャラを明るく演じる。
  - 主な定番のセリフには『オッス!おらニート!』（あいさつ）、『おー、怖!』、『テッテレ〜!』、『ラッキ、ラッキー』（1万円をもらったとき）、『ゆうてね〜やってますけど』（ギャグを言った後のつなぎ）、『夢で見たのと違う〜』（滑ったとき）など。
  - 不意にひねりも何もないストレートな下ネタを挟んで来ることがある。
  - 『わしゃモーゼか』などといった分かりにくいボケをしたときは、「みなさんウィキペディアで調べて下さいね〜。何でも載ってますから〜。」と言い、『一生一緒にウィキペディア』（三木道三の「Lifetime Respect」のリズムで）というギャグを披露する。
  - 外見は眼鏡にマッシュルームカット、オリジナルのGマークが入った青いTシャツにジーンズ姿のことが多い。以前は『Dr.スランプ』の主人公則巻アラレの帽子を被り、スーパーマンのTシャツ（ファミ通、月刊コロコロコミック、ビックリマン、南葛の場合も）を使用していた。

## コンテスト記録
- M-1グランプリ
  - 2006年3回戦進出 昭和ハラキリボーイズ（水野夏樹ファンクラブ）
    - メンバーは「マシンガンズ」（現ベッターマン）。結成初期の芸名は「パンダ番長」。「水野夏樹」は芸人。

  - 2007年3回戦進出 四コマまんが研究会（アマチュア）
    - メンバーは「昭和ハラキリボーイズ」と同じ。

  - 2007年3回戦進出 りぼん（アマチュア）
    - メンバーは元「スゴイオモシロイヨ」（鍛冶町憲、柴田太平（現「浮世離れ」挙動不審マン））。

  - 2008年3回戦進出 週刊少年ジャンプ大好きっ娘倶楽部（アマチュア）
    - メンバーは2007年の四コマまんが研究会と同じ。

  - 2008年3回戦進出 爆笑全日本お笑い甲子園（アマチュア）
    - メンバーは吉本興業の後輩「山田ひろあき」。

  - 2009年3回戦進出 宮沢ボーボーりえ
    - メンバーは山下西尾公志。ウケていたのに（3回戦で）落とされたと主張し、ブログやYoutubeにその趣旨の投稿をしている。
- R-1ぐらんぷり
  - 2006年準決勝進出 （アマチュア）
  - 2007年2回戦進出 （吉本興業 大阪）
  - 2008年準決勝進出 （吉本興業 大阪）
  - 2009年準決勝進出 （吉本興業 大阪）
  - 2010年準決勝進出 （吉本興業 大阪）
  - 2011年準決勝進出 （吉本興業 大阪）
  - 2012年準決勝進出 （吉本興業 大阪）
  - 2013年準決勝進出 （吉本興業 大阪）
  - 2014年3回戦進出 （吉本興業 大阪）
  - 2015年準決勝進出 （吉本興業 大阪）
  - 2016年　不参加
  - 2017年3回戦進出 （吉本興業 大阪）

## 出演

### テレビ
- あらびき団
- 麒麟の部屋 ※インフォマーシャル
- ごきげん!ブランニュ ※主に向清太朗（天津）と「大阪ファットボーイズ」として出演する。
- ハミ出す才能教育バラエティ!! 小籔★スターリオン（2010年4月 - 2011年4月）
- あほやねん!すきやねん! - （2011年度・2012年度木曜MC） - 決めゼリフは「ジャルジャル、きらいやねん!」
- プリ♥プリ→プリプリ -　2012年6月12日から「おでかけ!ガリク旬」のリポーターとして、火曜日にレギュラー出演。それ以前にも、ダイアンと交互に「プリプリプレゼント　プリプレ」のリポーターを務めていた。
- NMBのめっちゃバイト（2014年7月8日 - 12月23日） - ナレーション
- スペシャエリア - 天の声として出演

### ドラマ
- ラッキーセブン（2012年2月20日、フジテレビ）
- 監獄学園-プリズンスクール-（2015年10月25日 - 、MBS） - 安堂麗治 役[32]
- 勇者ヨシヒコと導かれし七人（2016年10月28日、テレビ東京） - ラクトル 役

### 映画
- インサイド・ヘッド 日本語吹き替え版（2015年、ウォルト・ディズニー・ジャパン、列車の作業員）
- ミックス。（2017年、東宝）

### ラジオ
- 丑バラ ※後藤ひろひととスマイルの王室箱、つけ麺バカ！てつじのラジオ
- ピカピカハイヒール
- ラジオよしもと むっちゃ元気! ※木曜日
- ラジオでんでんタウン
- スマラジW「メッセンジャーあいはらの夜はこれから!」（MBSラジオ、2016年10月 - ）[33]

### ウェブテレビ
- スピードワゴンの月曜The NIGHT（2019年7月2日[34]、9日、AbemaTV）2週連続怪談スペシャル

### CM
- タカラトミー エアロスパイダー